# ジュアン・マッシア
- フアン・マシア
- ジュアン・マシア

ジュアン・マッシア・イ・プラツ（Joan Massià i Prats, 1890年2月14日 - 1969年6月11日）は、スペインのヴァイオリン奏者。

## 生涯
バルセロナ出身。7歳でバルセロナ音楽院でピアノを学びながらペレス・アギーレにヴァイオリンを師事し、1900年に音楽院を卒業した。1902年にベルギーに留学し、ブリュッセル音楽院でウジェーヌ・イザイ門下のアレフレッド・マルショの薫陶を受けた。1906年に帰国して独奏者として活動を始め、アルフレード・クエル、ジュセプ・ガランゴウ、ガスパール・カサド等と弦楽四重奏団を結成したり、ギレルモ・ガルガンタとホセ・リカルト・マタスとでピアノ三重奏団を結成したりした。
1911年にはカタルーニャ聖歌隊の主宰するバッハ祭でのヨハン・ゼバスティアン・バッハのミサ曲の演奏に参加し、アルベルト・シュヴァイツァーとも共演するようになった。
1923年からブランシュ・セルヴァとデュオを組み、セルヴァが病に倒れた後はセルヴァの弟子のマリア・カルボネルとデュオを組んだ。
1944年からバルセロナ音楽院で室内楽を講じ、1959年には同音楽院のヴァイオリン科教授となった。
バルセロナにて没。